# پلومبیر
شهر پلومبیر (به فرانسوی: Plombières) در شهرستان ورویه  در استان لیئژ  در منطقه فدرال والوون در کشور بلژیک واقع شده‌است.

## نگارخانه

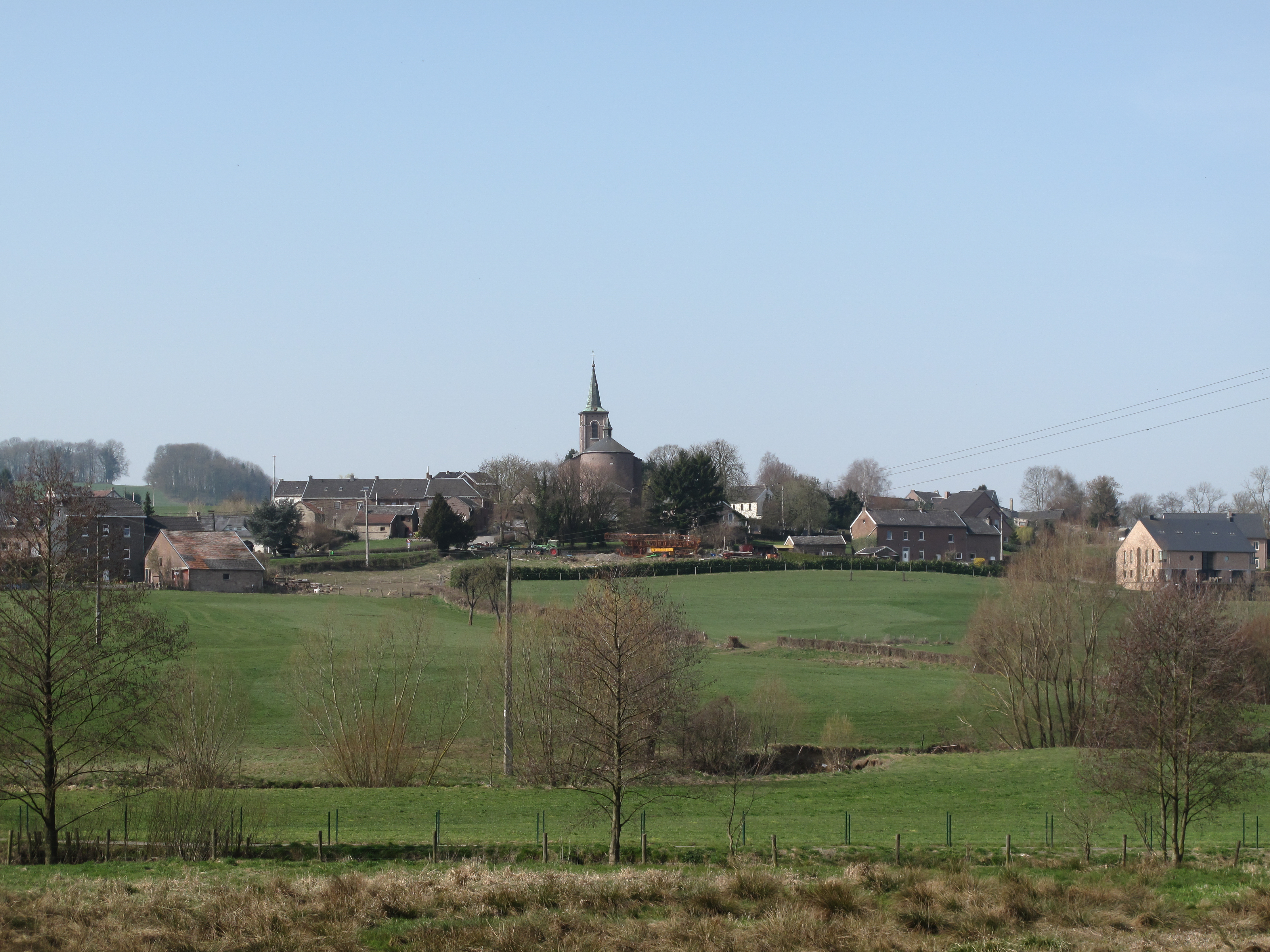
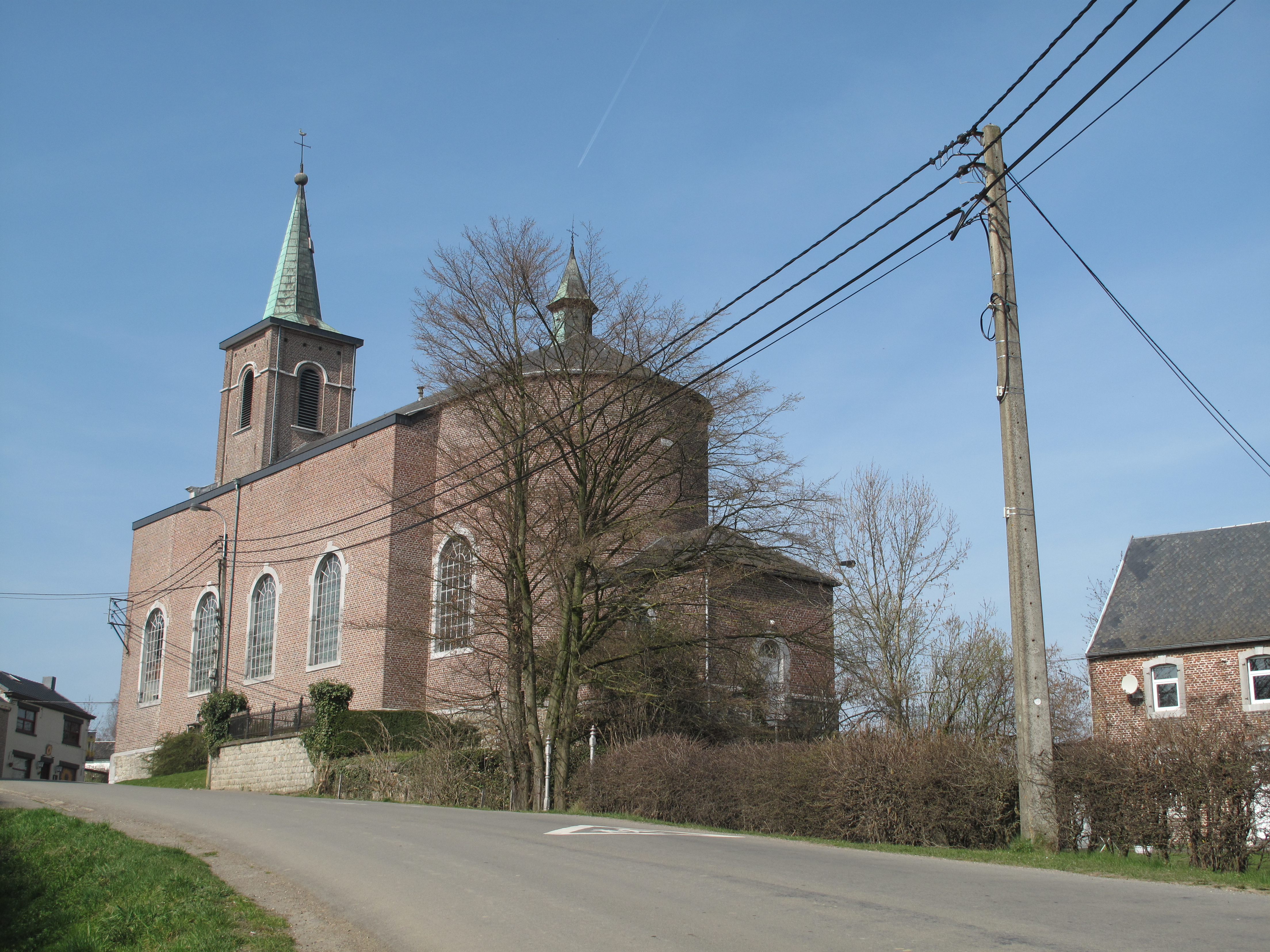
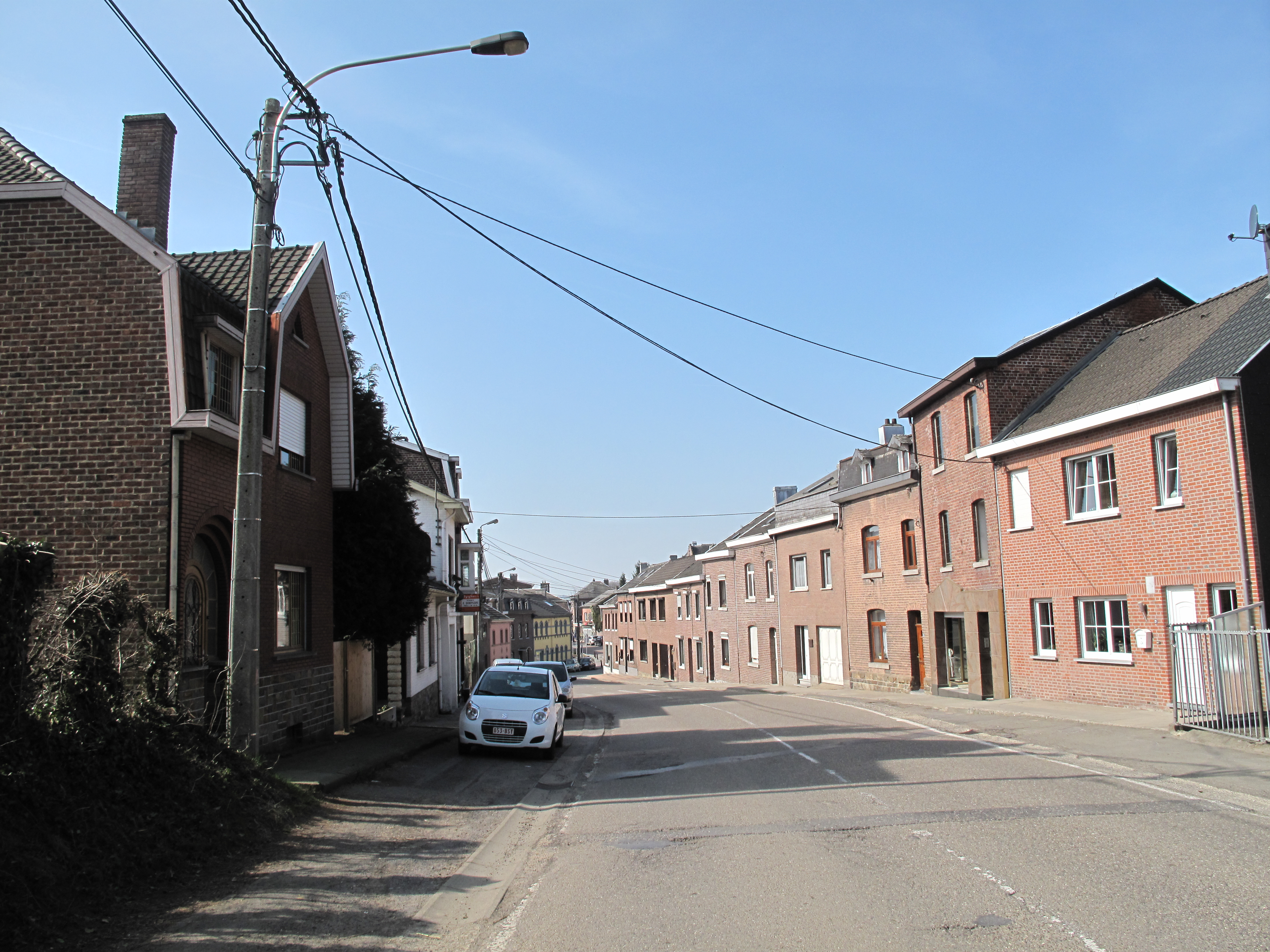
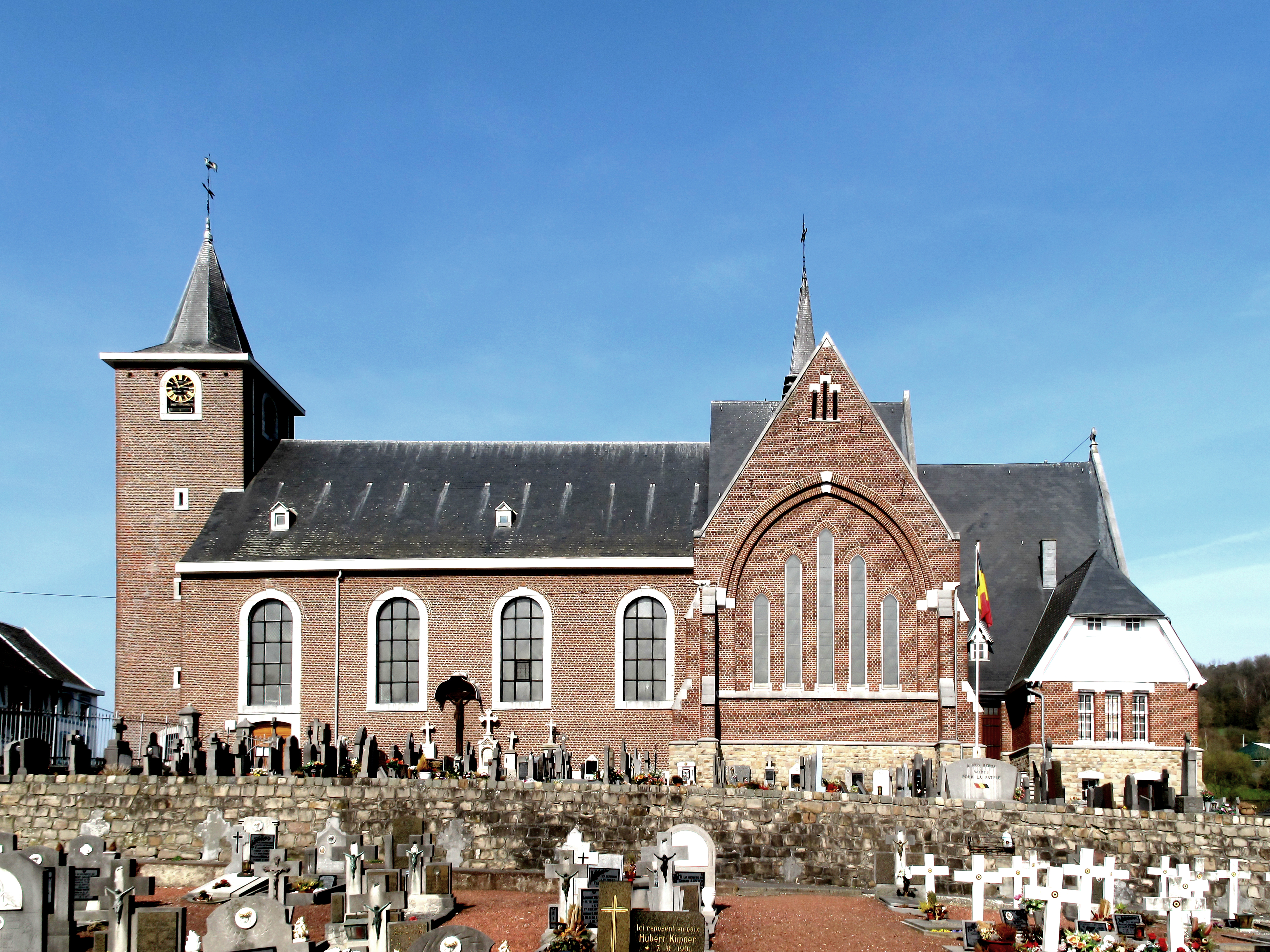